# 紀元前2333年
紀元前2333年は、中国神話に登場する君主堯が即位して50年目にあたるとされる年。
13世紀の高麗の説話集『三国遺事』に堯即位50年目に檀君が即位したという説話がはじめて記載された。それ以来、朝鮮半島ではこの年を檀紀元年と称することがあり、韓国国定の国史教科書でも檀君即位を「歴史的事実」として紀元前2333年の年号入りで教えている。外国メディアのなかには、檀君が紀元前2333年に即位したとされることを「歴史的事実」と認識している報道もあり、スペインメディアの『エル・ムンド』は、「建国時点である紀元前2333年から日清戦争の1895年までの4228年間にわたって中国の属国だった」「韓国は4228年間にわたって中国の植民地だった」「韓半島は長い歴史のなかで数多くの侵略を受けてきた。中国に1895年まで属していたが、1910年の韓日合併までの15年間にわたって独立を味わったりもした」と報道したことがある。